# Moustapha Diarra
Moustapha Diarra (* 27. Dezember 1970) ist ein ehemaliger senegalesischer Leichtathlet, der 1996 Olympiavierter mit der 4-mal-400-Meter-Staffel wurde.
1989 war Diarra bereits Landesmeister im 800-Meter-Lauf geworden, 1993 siegte er im 400-Meter-Lauf. Bei den Olympischen Spielen in Atlanta erreichte er mit der senegalesischen Staffel in der Besetzung Moustapha Diarra, Aboubakry Dia, Hachim Ndiaye und Ibou Faye das Finale und belegte den vierten Platz in 3:00,64 Minuten.
Diarra ist heute auf den kurzen Laufstrecken im Seniorenbereich aktiv.